# کلودن
کلودن (به آلمانی: Klöden) یک منطقهٔ مسکونی در آلمان است که در یسن (الشتر) واقع شده‌است. کلودن ۵۹۰ نفر جمعیت دارد.

## خواهرخوانده
شهر بادکنشتدت خواهرخواندهٔ کلودن هست.